# Cornulella minimum
Cornulella minimum är en svampdjursart som först beskrevs av Vacelet, Vasseur och Claude Lévi 1976.  Cornulella minimum ingår i släktet Cornulella och familjen Acarnidae. Inga underarter finns listade i Catalogue of Life.